# 安娜-莉萨·埃里克松
安娜-莉萨·埃里克松（瑞典語：Anna-Lisa Eriksson，1928年6月21日—2012年5月26日），瑞典女子越野滑雪运动员。她曾代表瑞典参加1956年冬季奥林匹克运动会越野滑雪比赛，获得一枚铜牌。